# Cassolnovo
Cassolnovo (Cassolo en el dialecte cassolès, i Cassö en el dialecte lomellino) és una ciutat italiana de 6 920 habitants a la província de Pavia, a la Llombardia. Es troba al nord-est de Lomellina als afores de Vigevano, ciutat a la qual està lligada per profunds vincles històrics. És el municipi més septentrional de la província i limita amb les províncies de Novara i Milà.
La primera setmana de juliol té lloc el Palio delle contrade dedicat a Sant Defendent (la mateixa setmana hi ha altres celebracions dedicades al sant), en què competeixen els quatre districtes: Stradon, Furnasa, Strà Vegia i San Giorg.
L'altra festa patronal, secundària, és la dedicada a Sant Bartomeu, celebrada la segona setmana de setembre.

## Història
L'actual municipi de Cassolnovo es va originar, a principis del segle xix, a partir de la unió dels municipis de Cassolnuovo, Villanova i Villareale. Aquest darrer, l'actual Villareale, correspon al centre original de Cassolo. El 1164 l'emperador Frederic I el va posar sota la jurisdicció de Pavia. Mentrestant, cap al 1360, es va construir el nou centre de Cassolo Nuovo, de manera que Cassolo va començar a anomenar-se Cassolvecchio. Tots dos centres formaven part del marquesat de Vigevano, assignat a Gian Giacomo Trivulzio el 1499, i van passar el 1515 al cardenal Matteo Schiner, els nebots dels quals els vendran als gadios de qui seran venuts el 1572 a la cambra ducal. D'aquesta manera, els dos centres, com Vigevano, en canvi, deixaran d'estar en feudos durant molt de temps. El 1522 el baró de Peschici es va establir al castell de Villanova i poc després el 1532 va aconseguir unificar el territori de Cassolnovo, Cassolvecchio i Villanova, que mentrestant s'havia inclòs a la província del Contado di Novara, va passar a formar part del nova província del Contado di Vigevano, o Vigevanasco. El 1743 es va unir als dominis de la casa de Savoia, a la qual Lomellina ja pertanyia des del 1707. Poc abans de la fi del feudalisme, Cassolnovo amb Cassolvecchio i Villanova va ser dotat com a comtat als Gonzagas de la branca Vescovato. El 1818 amb Vigevano es va unir a la província de Lomellina, i el 1859 a la província de Pavia.

## Geografia antropogènica

### Fraccions
Molí del recompte
Inicialment, Molino es podia trobar als Arxius amb el nom de "Cascina dei Nobili Calderara", però quan van vendre les propietats a una altra família el 1829, aquest lloc va prendre el nom de Molino del Conte. Tanmateix, aquesta fracció es va desenvolupar l'any 1882, quan els industrials Crespi i Gianoli van decidir utilitzar la potència de les aigües del Naviglio Langosco per traslladar la seva planta de filatura. En aquella època també van construir cases per als seus treballadors, una escola bressol que contenia les escoles primàries, una llar d'infants i un internat per allotjar els treballadors que venien de lluny, i van enderrocar i reconstruir l'església declarada parròquia amb el títol. de "Sorrowful Queen of the World", formant el nou nucli de Molino del Conte. Quan la fàbrica va tancar a finals de 1955, els propietaris van permetre vendre les cases als treballadors a preus baixos. El 1963 es va construir la nova església parroquial, es va afegir una gran sala al soterrani de l'església, la casa parroquial i un camp d'esports.
Villanova
El 1124 va passar a ser propietat dels monjos vallombrosians del monestir de San Bartolomeo. Aquest darrer va fer construir una església, reconstruïda al segle XVII per ordre de la família Gonzaga, de la qual avui només queden el campanar, un altar dedicat ara a la Mare de Déu i una pintura datada cap al 1300. Amb el pas dels anys, la cort de Villanova va entrar en decadència fins que Gian Galeazzo Maria Sforza i Lodovico il Moro, entre el 1400 i el 1500, el van comprar i van adaptar-lo com a pavelló de caça que també servia de centre de gestió agrícola de la zona. El 1470 Galeazzo, aprofitant les condicions del terreny pantanós, va intentar el primer experiment de sembrar i collir arròs. Posteriorment, Ludovico es va ocupar d'ordenar la xarxa de canals per al reg de tota la zona circumdant. Després de la fi del ducat, Villanova va mantenir la seva destinació agrícola i va passar a ser propietat, entre d'altres, dels Gonzaga, que van fer reconstruir l'església afegint una capella dedicada a sant Luigi Gonzaga (1667). El castell encara té una planta quadrada amb quatre torres baixes cantoneres i un ravelin (torre emmerletada) al centre del front principal. A l'entrada hi ha dos grans bustos de marbre, arruïnats pel temps, de l'època imperial romana, mentre que a la paret de la torre central hi ha traces de les obertures del pont llevadís i la passarel·la.
Villareale
Aquest llogaret deu el seu nom a l'afecte que sentia Francesco II Sforza (segon fill de Lodovico il Moro) per aquests llocs, prop del Ticino, plens d'animals per caçar. El seu naixement, però, es remunta a l'època romana i el seu desenvolupament és paral·lel al de Cassolnovo. De fet, als antics registres, Villareale rep el nom de "Cassolo Vecchio" o "Cassiolo". El 1359, amb la successió de guerres i disputes entre Estensi, Gonzaga i Monferrato, Galeazzo II va destruir molts dels dominis que tenia en aquesta zona, inclòs Cassiolo, per tal de mantenir un domini més sòlid sobre el territori de Novara. Amb ell van ser destruïts:
-L'església de San Vittore, considerada la primera església parroquial de Cassolo;
- el monestir de San Lorenzo, situat a prop de la Buccella;
- el castell de Cassolvecchio, considerat un dels més bells construïts a la zona durant l'edat mitjana, tant que algunes de les seves columnes de sarisso van ser transportades a Vigevano i reutilitzades per adornar el pòrtic de la plaça ducal.
Villareale és també el llogaret que acull el ram de Prati, una branca del riu Ticino. El llit del Ramo està en constant expansió, de fet, des del 2009 fins a l'actualitat ha modificat i submergit part dels camps adjacents a causa de l'abundant cabal d'aigua alimentat per la regulació del llac Major i el sobreeixidor nord-oest. Aquest fenomen podria, en els propers anys, danyar la flora, la fauna i l'ecosistema forestal d'una manera coherent.

## Infraestructures i transports
Entre 1884 i 1934 la ciutat va ser servida per una parada al tramvia Novara-Vigevano-Ottobiano. Actualment està servit per una línia d'autobusos extraurbans gestionada per l'Autoguidovie número 87 (Vigevano-Novara).